# Styrsö kyrka
Styrsö kyrka är en kyrkobyggnad som tillhör Styrsö församling i Göteborgs stift. Den ligger på Styrsö i Göteborgs kommun. 

## Historia
Dagen kyrka har haft flera föregångare, varav den första Styrsö kapell, kan ha tillkommit i samband med sillperioden 1556−1589. Enligt muntlig tradition ska kapellet ha bränts ned 1643 av främmande krigsfolk.  

## Kyrkobyggnaden
Byggnaden uppfördes 1751-1759, men invigningen ägde rum redan 1754, innan kyrkan var helt färdigställd. Den ligger i en genuint sockencentrum med kyrka, före detta prästgård, församlingshem och kyrkogård, med flera påkostade gravvårdar.  
Planen är en salskyrka med ett relativt lågt torn och kraftiga vitputsade naturstensmurar med ett tresidigt avslutat kor. Den förlängdes 1795-1796 cirka 5,5 meter åt öster, men har i övrigt förändrats obetydligt. 
Kyrksalen har vitmålade väggar. De tidigare takmålningarna från 1767 överkalkades 1804. Trots restaureringar 1917, 1929 och 1960 är kyrkan välbevarad sedan byggnadstiden och vid den senaste restaureringen lyckades man ta fram de ursprungliga färgerna i taket och en liten del av de överkalkade takmålningarna, som utfördes av Jonas Dürchs och Johan Adolf Spaak 1767. En invändig renoveringen genomfördes 1915−1917 ledd av Teodor Wallström och under medverkan av konservator Albert Eldh. 

## Inventarier
- Altaruppsatsen och predikstolen är barockarbeten från 1683 och utförda av den tyske bildhuggaren Marcus Jäger den äldre.
- Nattvardskalken är från 1603 och patenen från 1898.
- Från 1700-talet är timglaset, ett golvur, ett epitafium och ett snidat akterstycke från ett holländskt fartyg.
- Kyrkklockan, med en inskription från 1712, göts för den tidigare träkyrkan, men förstorades 1838.

### Orgel
Den mekaniska orgeln är tillverkad 1959 av Hammarbergs Orgelbyggeri AB. Den har sexton stämmor fördelade på två manualer och pedal.

## Kyrkogården
Styrsö kyrkogård är från 1600-talet. Kyrkogården har utvidgats flera gånger, senast 1995. Askgravlunden anlades 2005. Antalet gravplatser är 565.